# Gastronomía de Baskortostán
La gastronomía baskir (en baskir: bashkort ash-һyuy) o de Baskortostán es la cocina tradicional de los baskires. La forma de vida de las personas y el predominio de la cría de ganado contribuyó a la formación de una cultura, tradiciones y cocina originales de los baskires. 

## Platos y productos tradicionales

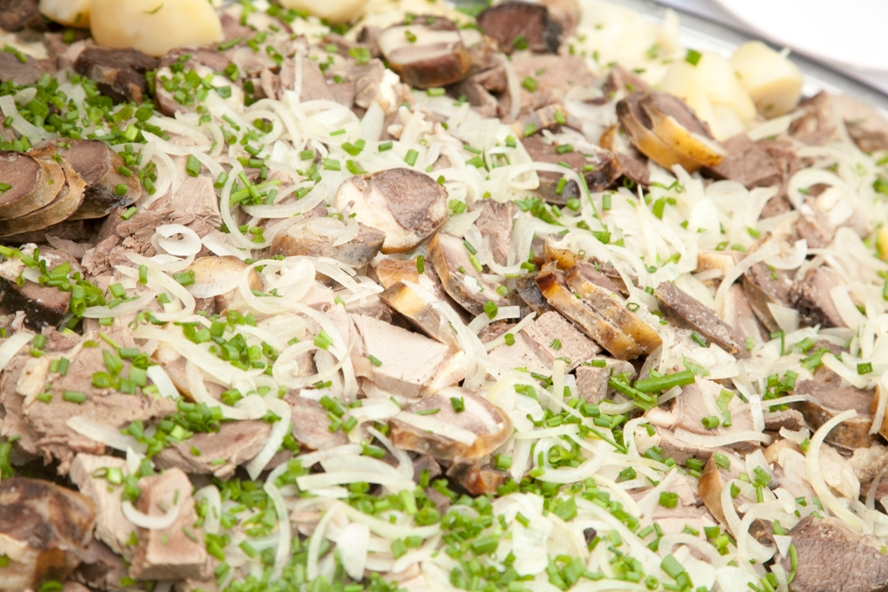
Bishbarmak con papas

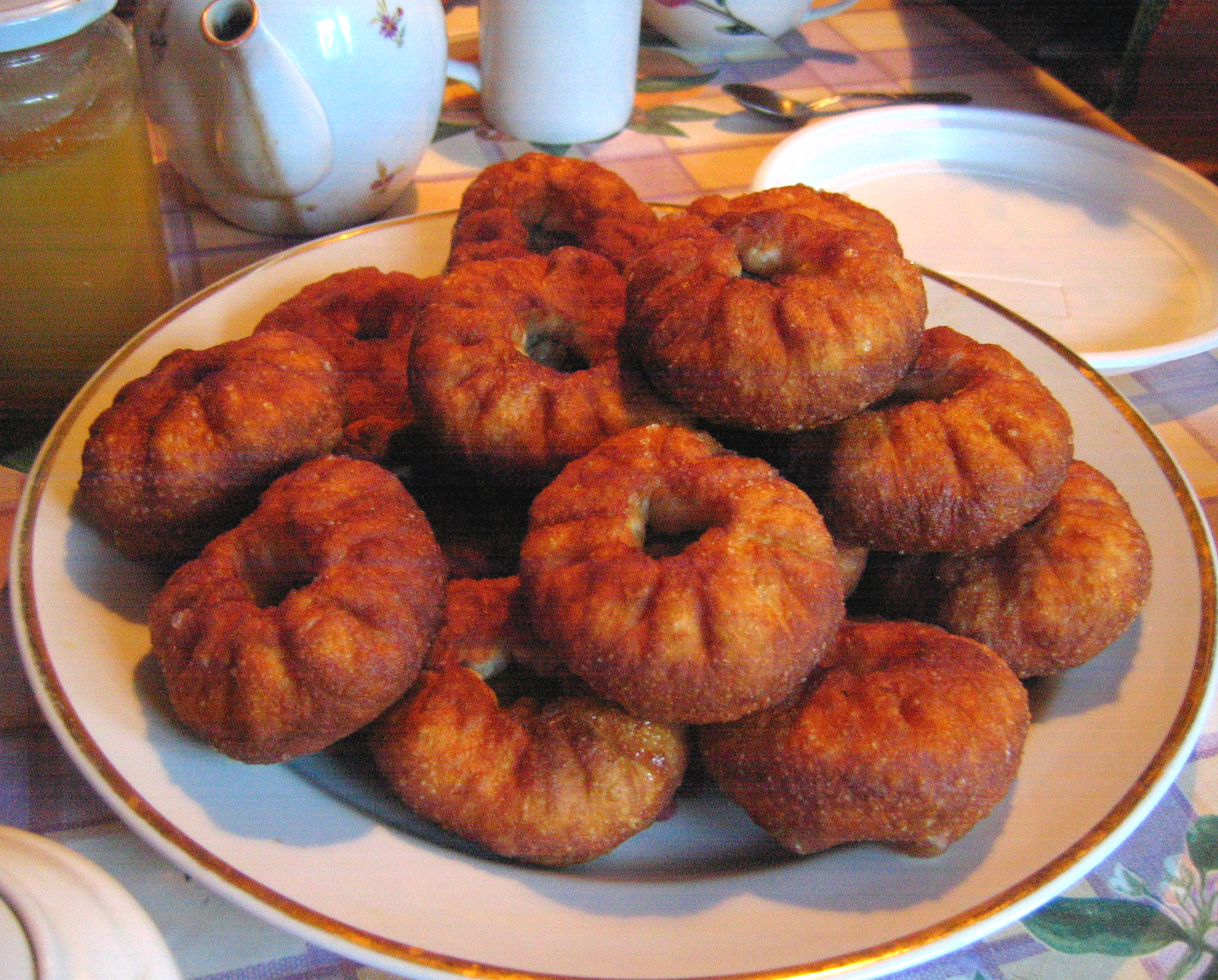
Peremech

Sus platos se distinguen por una pequeña cantidad de especias clásicas: solo se usan pimienta negra y roja. Otra característica de los platos baskires es la abundancia de carne en todos los platos calientes y bocadillos. El gusto por la salchicha de caballo «kazy» y la grasa de caballo merece especial atención: a los baskir les encanta comer carne de caballo con gruesas rodajas de grasa, con caldo agrio de Korot (producto lácteo fermentado), neutralizando los efectos de tal cantidad de grasa. La forma de vida seminómada (ganadería) condujo a la formación de una amplia gama de productos de almacenamiento a largo plazo. La mayor parte de los platos nacionales son la carne de caballo hervida, seca o deshidratada, cordero, productos lácteos, bayas secas, cereales secos y miel. Ejemplos de estos son platos: kazy (salchicha de caballo), kaklangan (cecina), pastilla, koumiss, seyale hary may (cereza en ghee), muyyl mayi (aceite de cereza de ave), Korot (kashk seco), eremsek (requesón) y ayran (doogh): todos estos platos se almacenan durante un tiempo relativamente largo, incluso en el calor del verano, y es conveniente llevarlos mientras se viaja. 
Se cree que los kumis se preparaban en el camino: un recipiente con leche de yegua estaba atado a la silla y colgaba durante el día. 
El plato tradicional bashkir beshbarmak se prepara a partir de carne hervida y salma (una variedad de fideos picados en trozos grandes), abundantemente espolvoreado con hierbas y cebollas y sazonado con korot. Esta es otra característica notable de la cocina bashkir: los productos lácteos a menudo se sirven en los platos (korot o crema agria). La mayoría de sus platos son fáciles de cocinar y nutritivos. 
Platos como el ayran, buza (bebida de trigo o avena), kazy, katlama, kumis, manti, Oyre (sopa), umas-ashy y muchos otros se consideran platos nacionales de muchos pueblos desde los montes Ural al Lejano Oriente.

### Miel
La miel de baskir es conocida por su sabor y es un orgullo para los baskires. No es posible una sola fiesta de té sin miel real, un sándwich con crema agria rústica fresca es uno de los ejemplos de la cocina nacional. Para los baskires, una cuestión de honor es la posesión de miel baskir real (abejas Burzyan), producida por familiares apicultores.

### Kumis
Kumis (Koumiss) es la bebida curativa nacional de los baskires. La capacidad de hacer koumiss ha sido valorada y transmitida de generación en generación. Para realizarla, se prefieren razas especiales de caballos (caballo baskir). Se consume fresco, de lo contrario se vuelve rápidamente ácido y pierde sus cualidades curativas. Contiene una pequeña cantidad de alcohol.

### Platos modernos
Los modernos platos bashkir han conservado toda la originalidad de la cocina tradicional y la han complementado, diversificando la gama de productos. A pesar de la abundancia y lujo de los platos modernos, los platos tradicionales ocupan un lugar especial en la cocina baskir y en las mesas festivas, la cual definitivamente incluiría beshbarmak, kazy, hurpa (caldo de sopa), bukken o chak-chak. 

## Mesa festiva

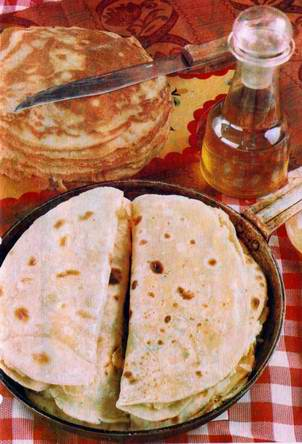
Kystyby

En vacaciones, los baskires preparan platos especiales: beshbarmak, Chak-Chak, Belish, gubadia y otros. El Chuck-chak es imprescindible para cualquier mesa festiva. Es habitual que cada invitado ofrezca ulush (carnero, ganso). Los baskires tienen muchos platos festivos preparados en ocasiones especiales: keyeu-bilmene (Pelmeni), pequeñas albóndigas especiales que se preparan para la boda en honor del novio, keelen-tukmasy, fideos especiales que la novia prepara para mostrar capacidad: tales fideos deben ser especialmente delgados y desmenuzables. 
El chak-chak, preparado por la novia, es parte obligatoria del ritual de la boda: con las manos limpias, la novia pone un pedazo de chak-chak en la boca de todos los invitados después de la boda.

## Prohibiciones
Las prohibiciones de alimentos prevalecientes se asociaron con tradiciones religiosas. Los alimentos prohibidos incluían carne de cerdo, animales carnívoros y aves de corral (halcón o abubilla), carne de serpiente y rana. Además, no era posible comer carne de cisnes y grullas (tótems baskires). En cuanto al pescado no es deseable comer aquellas especies que no tienen escamas.